# Hans Reck
Hans Gottfried Reck (24 de enero de 1886 – 4 de agosto de 1937) fue un vulcanólogo y paleontólogo alemán. En 1913 fue el primero en descubrir el antiguo esqueleto de un humano en el desfiladero de Olduvai, en lo que hoy es Tanzania . Colaboró con Louis Leakey en una expedición de regreso al sitio en 1931.

## Nacimiento y educación
Reck nació en una familia de militares en Würzburg, Baviera, el 24 de enero de 1886. Asistió a las universidades de Würzburg y Berlín, donde estudió historia natural y se interesó profundamente por los volcanes.

## Islandia

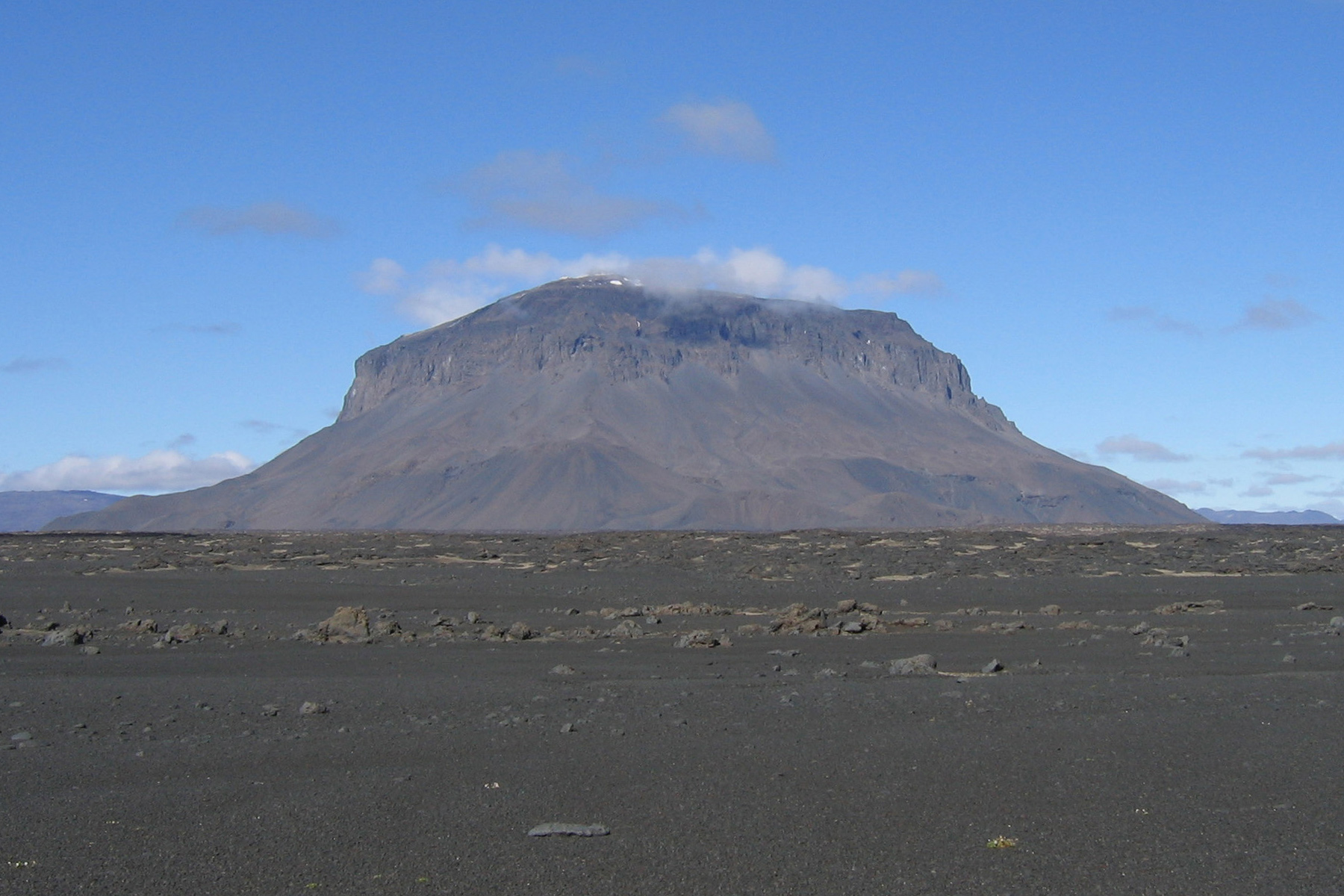
Volcán Herðubreið en Islandia

En el verano de 1907, el geólogo Walther von Knebel, amigo y compañero de estudios de Reck, desapareció durante una excursión en Islandia. Hans Reck se encargó de determinar lo sucedido y partió en junio de 1908 con dos guías locales y su prometida, Ina von Grumbkow. El grupo recorrió 1.500 kilómetros a caballo en once semanas. Reck y el islandés Sigurður Sumarliðason fueron las primeras personas que alcanzaron la cumbre del volcán Herðubreið, a 1.060 metros de altura sobre la llanura circundante.
Reck bajó a la orilla de lo que más tarde se llamaría el lago Knebel (ahora Öskjuvatn), un lago sulfuroso en ebullición donde se había informado de la muerte de von Knebel, pero no encontró ningún resto. Sin embargo, llegaron a la conclusión de que von Knebel había muerto ahogado accidentalmente al volcar su barca. Reck utilizó lo que aprendió sobre los volcanes en esta expedición en su tesis doctoral. Se graduó en la Universidad de Múnich en noviembre de 1910 y ocupó un puesto en el Museo de Historia Natural de Berlín.

## Primera expedición al este de África

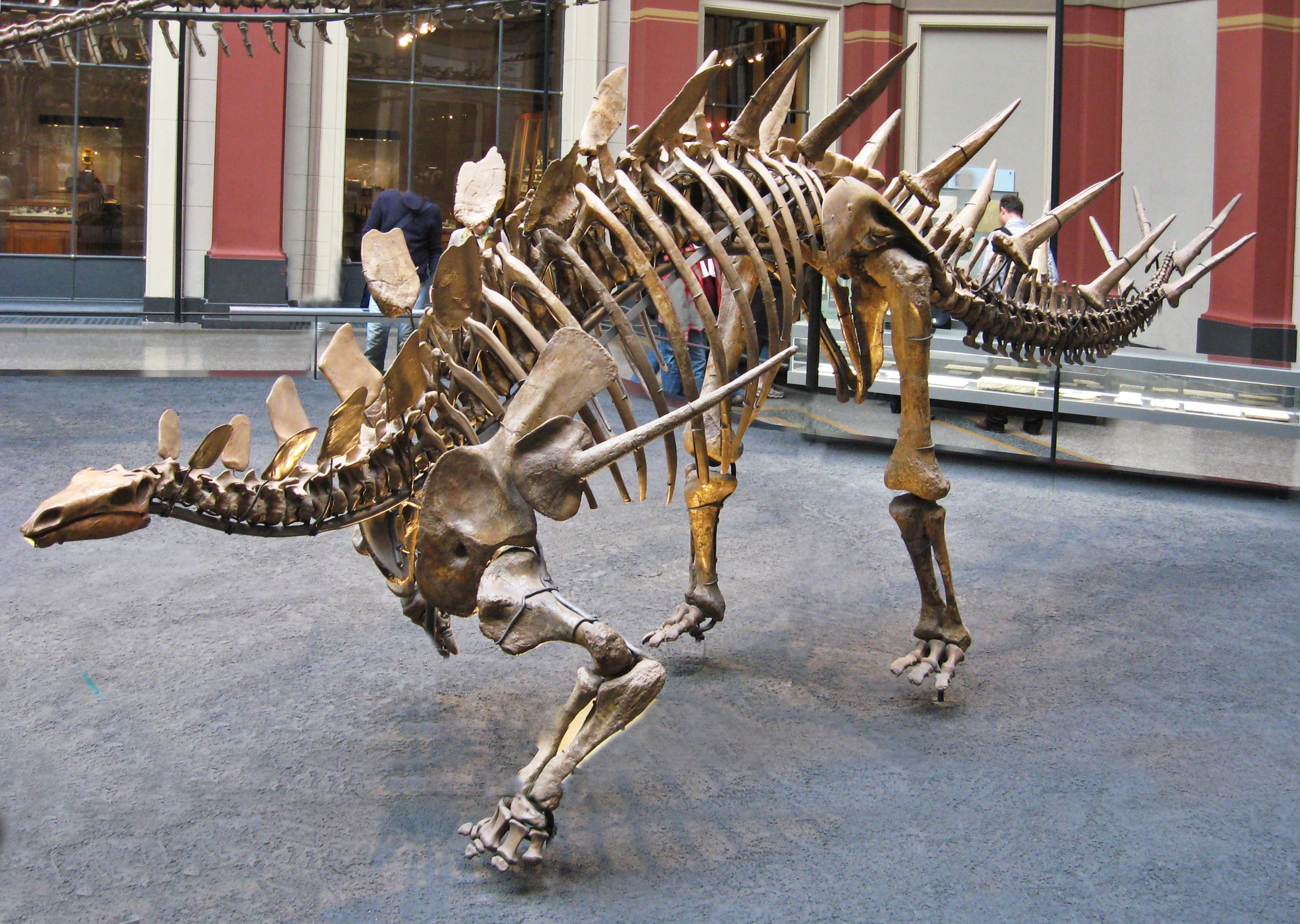
Esqueleto de un Kentrosaurus, miembro del orden Stegosauria, encontrado en la Formación Tendaguru (Museo de Historia Natural de Berlín)

Hans Reck estudió en el University College de Londres y luego fue profesor particular en el Museo de Historia Natural. Se casó con Ina von Grumbkow en febrero de 1912. Ella era bastante mayor que él, ya que había nacido en septiembre de 1872, y era una mujer fuerte y capaz. A los Reck se les asignó el seguimiento de la expedición de 1911 que había hecho una gran colección de fósiles en Tendaguru, en el África oriental alemana (actual Tanzania). Llegaron a Tendaguru en junio de 1912, reconstruyeron el campamento y se instalaron rápidamente para recoger huesos de dinosaurios, ayudados por una gran mano de obra local. Se excavaron grandes cantidades de escombros para sacar a la luz los huesos, que yacían a unos 4 metros  bajo la superficie. Entre ellos se encontraban los esqueletos bien conservados de dos estegosaurios, un dinosaurio acorazado.

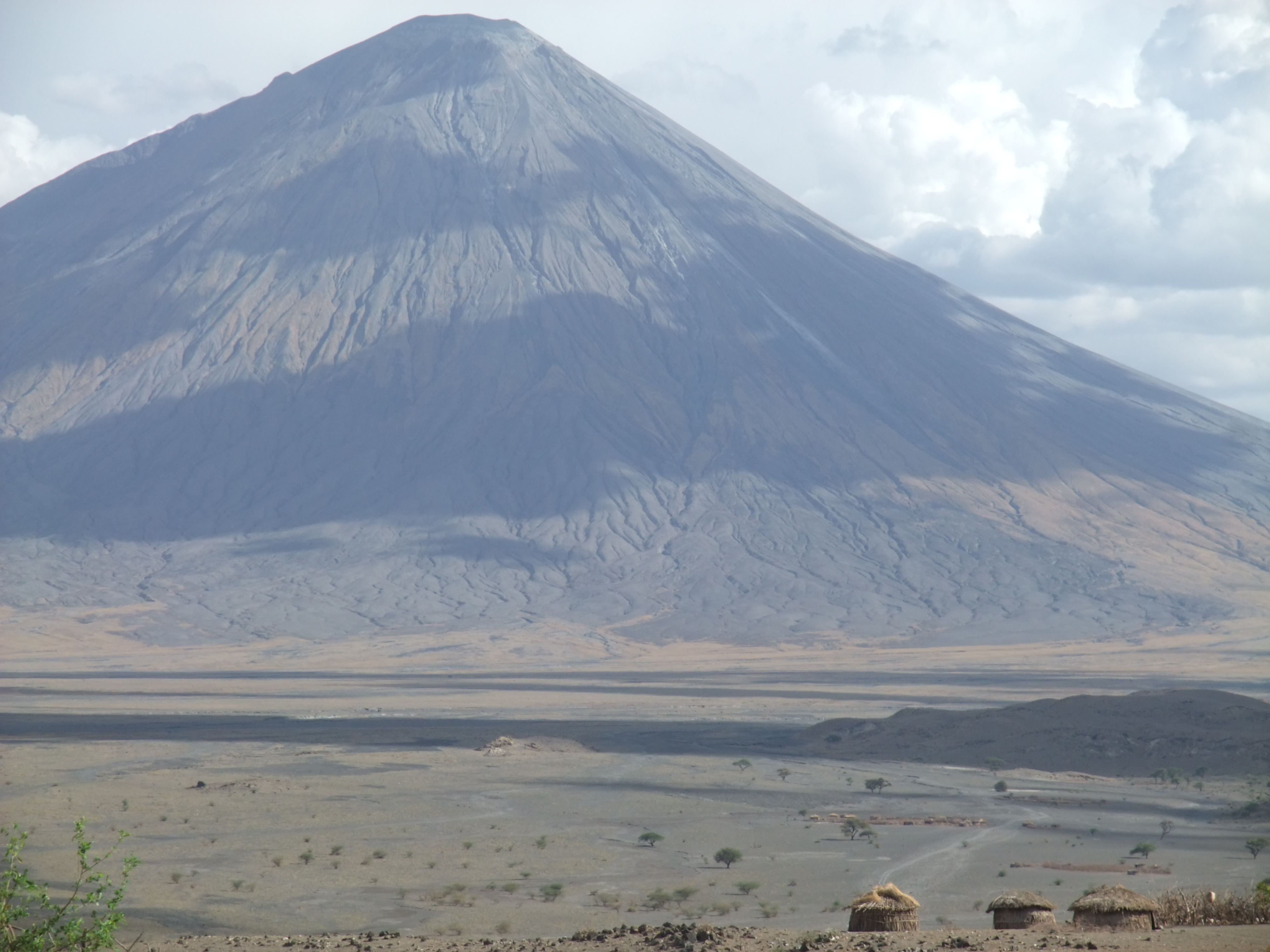
El volcán Ol Doinyo Lengai, que Reck subió en 1913

Reck encontró un yacimiento de la primera Edad de Hierro en Engaruka, donde un arroyo procedente de las colinas del Ngorongoro se precipita por la pared occidental del rift Gregory en un punto situado entre el lago Natron y el lago Manyara, y publicó una descripción en 1913. También en 1913, Reck ascendió al volcán Ol Doinyo Lengai, de 2.960 metros de altura, en el rift Gregory, a unos 15 kilómetros al sur del lago Natron. El Oldoinyo Lengai es el único volcán de carbonatita activo del mundo. En 1914, Reck publicó un exhaustivo informe que resumía todo lo que se sabía hasta entonces sobre este volcán, tanto de su expedición como de las anteriores. Describía la posición geográfica del volcán, la historia de las exploraciones, los estudios geomorfológicos y daba cuenta detallada de la región del cráter, acompañada de fotografías.

Garganta de Olduvai en 2011

En 1911, Wilhelm Kattwinkel, un entomólogo alemán, había encontrado interesantes fósiles en un barranco en los límites de las llanuras del Serengeti que resultaron contener los restos de un caballo prehistórico de tres dedos. Dio al lugar el nombre de "Oldoway", que más tarde los británicos cambiaron por el de Olduvai. En octubre de 1913, Reck consiguió encontrar de nuevo el yacimiento, a pesar de las vagas indicaciones. Pasó los siguientes meses realizando un estudio geológico y recogiendo más de 1.700 fósiles. El yacimiento era inusual por estar formado por capas distintivas de lavas y cenizas de diferentes colores. Aunque en aquel momento no había forma de datar con precisión las capas, éstas indicaban la edad relativa de los depósitos.
En diciembre de 1913, uno de los obreros encontró un hueso que sobresalía de una de las capas más antiguas, el lecho II, en un nivel en el que se habían encontrado animales extintos del Pleistoceno. Comenzó a excavar y luego comunicó a Reck su hallazgo. Reck dirigió la excavación. Los trabajadores utilizaron martillos y cinceles para excavar un esqueleto humano con anatomía moderna que estaba incrustado en un bloque de roca sedimentaria. Reck examinó cuidadosamente las rocas circundantes, pero no encontró ningún signo de alteración que pudiera indicar un enterramiento en algún dato posterior. Reck se llevó el cráneo a Berlín en marzo de 1914 y publicó un artículo en el que especulaba que el esqueleto era de un hombre de hacía 150.000 años, mucho antes de lo que se había considerado hasta entonces para el origen del hombre. El anuncio causó un gran revuelo, aunque mucha gente desestimó las afirmaciones de Reck, diciendo que debía tratarse de un entierro reciente.

## Primera Guerra Mundial
Reck regresó a África Oriental para trabajar para el gobierno como geólogo después del estallido de la Primera Guerra Mundial en julio de 1914. En junio de 1915, Reck descubrió más fósiles del Pleistoceno en un sitio cercano a Minjonjo, que consideró que tenían una edad similar. a los que había encontrado en Olduvai. En septiembre regresó a este sitio y envió dos cargas de fósiles a la base de Ufiome. En 1915-1916, Reck excavó túmulos funerarios en el cráter del Ngorongoro. Los montículos contenían cuencos de piedra y cuentas enterradas con los esqueletos, pero Reck no identificó ninguna herramienta de la Edad de Piedra.
En abril de 1916, una fuerza de tropas británicas y belgas avanzó desde el oeste. Ina escapó y Hans Reck se ofreció como voluntario y fue nombrado comandante de un pequeño escuadrón de tropas. En junio de 1916, Reck entregó sus notas de campo, sus objetos de valor personales y la colección de huesos de pterosaurio de Tendaguru a un ingeniero ferroviario suizo, que prometió llevarlos a Suiza si era posible. A finales de agosto de 1916, Reck recibió la orden de adentrarse en las montañas Uluguru. Los combates inconclusos continuaron durante el resto de ese año, con los aliados perjudicados por los derribos y sufriendo considerablemente las duras condiciones, las enfermedades y la falta de suministros. A partir de 1917, los aliados empezaron a imponerse gradualmente, y en noviembre de 1917 los últimos alemanes capaces de abandonar el país lo evacuaron hacia el África Oriental portuguesa. Reck no estaba con ellos, ya que fue hecho prisionero a finales de 1917.

## Carrera posterior
Después de la guerra, los británicos se apoderaron del África Oriental Alemana, ahora llamada Tanganica. Hans Reck fue liberado de su internamiento en África y regresó al Museo para reanudar su trabajo como asistente allí. En 1927, el antropólogo Louis Leakey visitó Munich para examinar al Hombre de Oldoway, y regresó en 1929 para un estudio adicional. En su opinión, el esqueleto no era tan antiguo como pensaba Reck, pero probablemente tenía la misma edad que los esqueletos de la Edad de Piedra de hace unos 20.000 años que Leakey había encontrado en Kenia. Leakey descubrió que la colección de rocas y fósiles de Olduvai también era similar a sus hallazgos de Kenia. Pensó que algunas podrían ser herramientas y sugirió que se podrían encontrar otras herramientas en Olduvai. Reck no estuvo de acuerdo, diciendo que había buscado herramientas y no habá encontrado ninguna en 1913.
Leakey invitó a Reck a acompañarle en una nueva expedición a Olduvai, que Reck aceptó de buen grado. La expedición llegó a Olduvai en septiembre de 1931. Leakey no tardó en encontrar una hacha de mano hecha con roca volcánica, y no con el sílex que Reck había estado buscando, ganando así una gran apuesta que ambos habían hecho. En los cuatro días siguientes se descubrieron setenta y siete hachas de mano. Leakey examinó el lugar donde Reck había encontrado el esqueleto y rápidamente aceptó la estimación de Reck sobre su edad. Leakey, Reck y Arthur Hopwood, otro paleontólogo, redactaron una carta para Nature en la que se afirmaba que la cuestión de la edad del Hombre de Olduvai estaba resuelta, y era de casi medio millón de años, y Leakey hizo un rápido viaje de vuelta a Nairobi para enviar esta y otras cartas anunciando el hallazgo

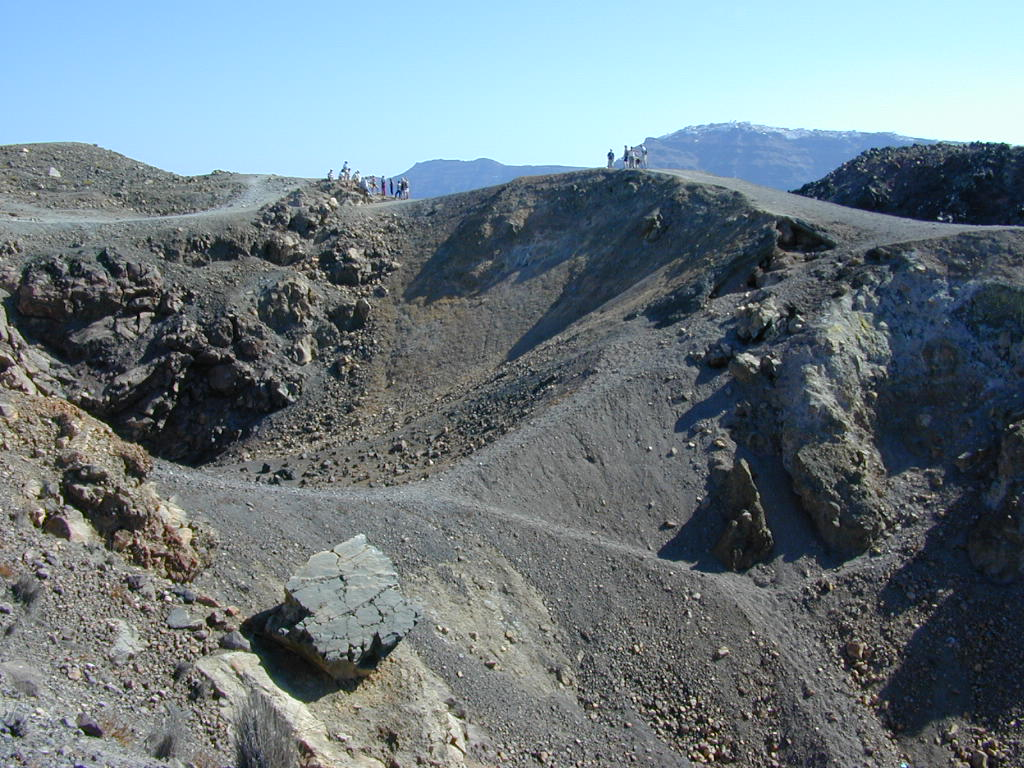
Cráteres volcánicos en Santorini en el Egeo

Reck había perdido todas sus notas sobre Olduvai durante la Primera Guerra Mundial, pero publicó un libro de su primera expedición en 1933 llamado The Ravine of Primeval Man . Hans Reck llevó a cabo un importante estudio de las islas de Santorini en el Egeo en 1936, trabajando con Neuman van Padang y otros. Las islas forman el borde de una caldera. El trabajo detallado de 1936 fue una contribución importante para comprender la evolución del volcán Santorini y su relación con la geología de la región.
Reck estaba planeando preparar un informe detallado sobre los hallazgos de Olduvai de 1913 y 1931, pero primero partió en una expedición al África Oriental portuguesa . Reck tenía un problema cardíaco congénito, aunque esto no lo detuvo en sus muchas expediciones. Murió de un ataque al corazón en Lourenço Marques en agosto de 1937. Hans Reck no era solo un vulcanólogo y paleontólogo, sino un entusiasta coleccionista de arte árabe y un hábil pianista. Aparte del cráneo, la mayor parte del esqueleto encontrado por Reck en Olduvai fue destruido por bombas durante la Segunda Guerra Mundial (1939-1945). Después de que terminó la guerra, su viuda intentó sin éxito localizar sus notas de campo, contenidas en muchos volúmenes, pero no pudieron encontrarlas.